# Estación Cevil Pozo
Cevil Pozo es una estación ferroviaria ubicada en Cevil Pozo, Banda del Río Sali en el Departamento Cruz Alta, Provincia de Tucumán, Argentina.

## Servicios
La estación corresponde al Ferrocarril General Bartolomé Mitre de la red ferroviaria argentina.
Desde noviembre de 2019 hasta octubre de 2023 fue la estación cabecera de los servicios de pasajeros provenientes de Retiro en la ciudad de Buenos Aires, debido a que las formaciones no podían llegar a la estación Tucumán por el socavamiento del puente sobre el río Salí.
Se encuentra a 12,3 km de la estación Tucumán Mitre.